# リポーモ
リポーモ（伊: Lipomo）は、イタリア共和国ロンバルディア州コモ県にある、人口約5,900人の基礎自治体（コムーネ）。

## 地理

### 位置・広がり
コモ県南部のコムーネ。県都コモに隣接する自治体で、コモから東南東へ3kmの距離にある。

#### 隣接コムーネ
隣接するコムーネは以下の通り。
- カピアーゴ・インティミアーノ
- コーモ
- モントルファノ
- タヴェルネーリオ

### 地震分類
イタリアの地震リスク階級 (it) では、4 に分類される
。